# Sowiesoso
Sowiesoso è il quarto album in studio del gruppo musicale tedesco Cluster. Venne registrato nel 1976 a Forst, in Germania, nell'arco di due giorni dalla'etichetta Krautrock Sky Records.
Considerato l'album più mite, melodico e controllato della discografia dei Cluster fino al momento della sua uscita, Sowiesoso deve parte della sua ispirazione all'ambient music di Brian Eno, che aveva avuto modo di collaborare in precedenza con il duo alle registrazioni di Tracks and Traces avvenute nel 1976. Recensendo questo album, Russ Curry scrisse: "...un connubio completamente riuscito di suoni elettronici con una calorosità pastorale." Julian Cope considera Sowiesoso uno dei cinquanta migliori album di Krautrock.

## Tracce
Tutte le tracce sono state composte dai Cluster.
1. Sowiesoso – 7:17
2. Haiwa – 2:47
3. Dem Wanderer – 3:47
4. Umleitung – 3:25
5. Zum Wohl – 6:50
6. Es War Einmal – 5:25
7. Im Ewigkeit – 7:10

## Formazione
- Dieter Moebius - tastiere, percussioni, voce
- Hans-Joachim Roedelius - tastiere, percussioni, voce